# Nephrotoma scalaris
Nephrotoma scalaris är en tvåvingeart som först beskrevs av Johann Wilhelm Meigen 1818.  Nephrotoma scalaris ingår i släktet Nephrotoma och familjen storharkrankar. Arten är reproducerande i Sverige.

## Underarter
Arten delas in i följande underarter:
- N. s. parvinotata
- N. s. scalaris